# Thecaphora thlaspeos
Thecaphora thlaspeos är en svampart som först beskrevs av Günther von Mannagetta und Lërchenau Beck, och fick sitt nu gällande namn av Vánky 2004. Thecaphora thlaspeos ingår i släktet Thecaphora och familjen Glomosporiaceae.   Inga underarter finns listade i Catalogue of Life.